# Живковізм

Герб НРБ у 1967—1971 рр.

Живковізм — болгарський варіант комуністичного недемократичного режиму, пов'язаний з перебуванням при владі в НРБ Тодора Живкова (1954—1989 рр.).
Характерними рисами цього історичного явища стали авторитарні методи правління, формування елементів культу особи Т. Живкова, персоніфікація влади та уособлення її виключно з постаттю генсека, боротьба з політичними опонентами, домінування партійного апарату над державним, використання підтримки Кремля у внутрішній та сліпа орієнтація на Москву у сфері зовнішньої політики. Режим опирався на потужним партійно-державний апарат та на силовий блок, зокрема МВС та болгарський КДБ. Часто практикувалось суміщення посад. Сам Т. Живков, поступово зосередив у своїх руках головні державні важелі управління — 4 березня 1954 р. він став Генеральним секретарем БКП, 19 листопада 1962 р. — очолив уряд.

## Конституція 1971 року

Герб НРБ у 1971—1990 рр.

Основи «Живковізму» були закріплені у «Живковській Конституції», ухваленій 18 травня 1971 р. ХХІ Народними Зборами НРБ, у якій закріплювалася керівна роль компартії та проголошувався курс на побудову в країні «реального соціалізму». 7 липня 1971 р. Тодор Живков обійняв посаду Голови Держради НРБ, поступившись посадою прем'єра Б. Тодорову. Також передбачалася зміна державного герба, до якого додавалася згадка про 681 р., що стало свідченням експлуатування болгарськими комуністами національних традицій.

## Культ особи
Культ особи болгарського лідера набув менших масштабів, ніж у сусідів (Ходжа, Чаушеску, Тіто), проте і В НРБ прослідковувалися відповідні тенденції. За Т. Живковим закріпилося неофіційне прізвисько «Бай Тошо» («дядько Тодор»), також його величали «видатним сином болгарського народу». В публіцистиці болгарського правителя називали «дуаєном комуністичних лідерів європейських соціалістичних країн другої половини ХХ ст.» Намагався просувати своїх дітей на високі державні посади. Його донька, Людмила Живкова займала посаду Голови Комітету з культури та мистецтва (1975—1981 рр.) та відігравала помітну роль у суспільному житті.

Мало місце повсюдне поширення вивчення творчого та ідейного доробку генсека. У березні-квітні 1981 року відбувся XII з'їзд БКП. У жовтні 1982 був проведений «круглий стіл», присвячений ідеологічним проблемам у творчості Т. Живкова після зазначеного з'їзду. На даному «столі» було заслухано понад 50 доповідей і виступів, в яких так чи інакше проголошувалася апологія Т. Живкову. Всі вони були видані в збірнику обсягом близько 25 др. арк. наприкінці того ж року.
Порівняно зі своїми колегами по соцтабору Тодор Живков не був ретроград чи ортодоксом. Іноді, з дозволу Москви, він міг дозволити собі формальні демократичні реверанси, робив сміливі як для його статусу заяви. Так, на ХІІІ з'їзді БКП (квітень 1986 р.) було заявлено, що «деякі негативні ознаки в житті болгарського суспільства набули вже характеру соціальних деформацій. Порушення принципів розподілу за працею, законності й моралі, розходження між словами та справами глибоко ображають уявлення людей про соціальну справедливість і рівність. Народ має право вимагати від влади заходів і гарантій, що захищають його від зловживань, котрі є чужими самій природі нашого суспільного ладу».
Особисто очолив та провів м'який варіант десталінізації по-болгарськи. Свого попередника, «болгарського Сталіна» Вилко Червенкова не було репресовано. Реакцією на ХХ з'їзд КПРС став квітневий пленум ЦК БКП, на якому було розвінчано культ особи Червенкова та задекларовано повернення до «ленінських норм». Той визнав свою провину, назвавши владу «солодкою отрутою». Червенкова залишили членом ЦК, заступником Голови РМ НРБ. Наприкінці 1961 р. його було звільнено з уряду, а 1962 р. виключено з партії. 1969 р. членство Червенкова у партії було відновлене. 1962 р. з ініціативи Т. Живкова було закрито «виправні трудові гуртожитки», фактично — табори, ухвалено рішення про заборону застосування примусової праці.
Практикувалися різноманітні методи переслідування політичних опонентів та неугодних постатей. До таких репресивних заходів можна віднести методи морально-психологічного тиску, звільнення з роботи. Переслідування опонентів режиму здійснювалося не лише в межах країни, а й за кордоном. За поширеною версією, болгарський КДБ з санкції Т. Живкова та за підтримки КДБ СРСР, 11 вересня 1978 р. у Лондоні здійснив атентат критика комуністичного режиму Георгія Маркова. Для фізичного усунення дисидента спецслужби використали оригінальний метод введення отрути. Співробітник Бі-БІ-Сі отримав смертельну дозу ріцину, який потрапив до його організму після «випадкового» уколу парасолею на вулиці.

## «Турецьке питання»
1984 року у Болгарії було проголошено початок «Відроджувального процесу», що означало старт насильній болгаризації турецького та мусульманського (помаки, албанці, роми-мусульмани ті ін.) населення НРБ.

Початок реалізації цієї політики припав на 24 грудня 1984 р., коли силовики блокували округ Карджалі (регіон компактного проживання турків на півдні Болгарії). Співробітники реєстраційної служби почали змінювати документи, де імена та прізвища писалися на болгарський лад. У межах «болгаризації» також проголошувалася заборона вживання турецької мови у громадських місцях і обмеження прав національних меншин.

Відповідні дії болгарської влади викликали протести, учасники яких заарештовувалися. Спочатку, влада намагалася зберегти кампанію в таємниці. Проте, про це стало відомо «ворожим голосам», Президент Франції Франсуа Міттеран у знак протесту відмінив свій візит до Болгарії, намічений на початок 1985 р.
31 березня 1985 р. було оголошено, що всі болгарські турки мають змінити свої прізвища. Заміні підлягали 19 типів документів (паспорти, свідоцтва про народження, водійські посвідчення тощо).

Серед відомих болгарських турків, кого влада змусила змінити своє прізвище був дворазовий чемпіон світу з важкої атлетики Наїм Сулейманоглу. Після «болгаризації» він став Наумом Шаламановим. 1986 р. під час змагань у Австралії залишив стан команди і перебрався до Туреччини. Виступаючи за турків, повернув собі ім'я та став 3-разовим Олімпійським чемпіоном (Олімпіаду 1984 р. у Лос-Анжелесі НРБ бойкотувала).

У наступні років опір насильній болгаризації набував різних форм, і носив при цьому як мирний (діяльність правозахисників), так і силовий характер. У результаті теракту на болгарській залізниці у березні 1985 р. загинуло 7 осіб. Для «випускання пару» влада 29 травні 1989 р. дозволила болгарським туркам виїхати до Туреччини (3 червня турки відкрили кордон). Після того, як біля 360 тисяч осіб виїхали до Туреччини, 21 серпня 1989 р. Анкара закрила кордон. Болгарська влада оголосила, що болгарські турки нікуди не виїжджали, а їздили у гості до родичів, назвавши цей міграційний рух «Великою екскурсією». Після завершення дії тримісячних віз до кінця 1989 р. до НРБ повернулося 40 тисяч осіб, до кінця 1990 р. — ще біля 150 тисяч переселенців.

## Зовнішньополітичні прояви
У сфері зовнішньої політики живковська Болгарія максимально рухалася у прорадянському фарватері, маючи статус найбільш відданого союзника СРСР. НРБ не лише підтримка репресії проти Празької весни, а активно взяла участь у її придушенні. Для операції Дунай було надано 12 та 22 мотострілецькі полки, загальною чисельністю 2 164 особи, а також один танковий батальйон (26 одиниць Т-34). Під час вторгнення двоє болгарських військовослужбовців загинули (один був убитий на посту, інший застрелився), 29 — отримали поранення. 

Тодор Живков двічі (1963 та 1973 рр.) офіційно звертався до радянського керівництва з пропозицією прийняти НРБ до складу Радянського Союзу. За часів Брежнєва в СРСР за Болгарією закріпилося визначення «16 республіка» та «Курица — не птица, Болгария — не заграница».

Також Болгарія приєдналася до бойкоту ХХІІІ Олімпійських ігор у Лос-Анджелесі разом з СРСР та його союзниками (Ангола, Афганістан, В'єтнам, Ефіопія, Ємен, КНДР, Куба, Лаос, МНР, НДР, ПНР, Румунія (без заборони особистої участі спортсменам), Угорщина, Чехословаччина). Натомість у вересні 1984 р. у 9 країнах соцтабору було проведено серії альтернативних змагань під назвою «Дружба-84». Болгарія приймала в себе турнір з вільної боротьби, жіночого волейболу, художньої гімнастики та важкої атлетики.

## Криза режиму
Першим почав критику «живковізму» болгарський воєначальник та дипломат Петар Панчевський (1902—1982), що повернувся з Китаю. Він дозволяв собі публічні випади проти лідера комуністичної Болгарії.

На відміну від Східної Німеччини та Румунії радянську «перебудову» та «нове мислення» позитивно сприйняли у болгарській компартії. 1987 р. було вироблено національний власний варіант перебудови суспільства. Його складовими стали: визнання рівноправності і різноманітності форм власності, декларовано невтручання БКП у роботу державних органів, запровадження самоуправління підприємств, скасування урочистих демонстрацій з нагоди офіційних революційних свят (7 листопада та інших революційних свят) тощо.

Проте, косметичні реформи не зняли гостроти соціальної напруженості у суспільстві. У жовтні 1989 року міністр закордонних справ Петер Младенов надіслав лист в ЦК БКП, в якому звинуватив Т. Живкова у використанні злочинних методів керівництва. 10 листопада 1989 року на пленумі ЦК БКП Т. Живкова було звільнено з посади генсека партії. На чолі партії, а потім і держави (після введення поста президента) став Петар Младенов.

У пошуках «офірного ціпа» перші п'ять місяців з партії були виключені 3500 осіб (у тому числі 13 членів і кандидатів в члени політбюро і 28 членів ЦК). 13 грудня 1989 р. Т. Живкова було виключено з партії. 3 квітня 1990 р. БКП була перейменована у Болгарську соціалістичну партію.
1990 р. Т. Живков був притягнутий до суду та з липня 1990 р. перебував під домашнім арештом. 1996 р. за рішенням Верховного суду Болгарії звільнений з-під варти.